# Brad Delp
Bradley E. (Brad) Delp (Peabody, 12 giugno 1951 – Atkinson, 9 marzo 2007) è stato un cantante statunitense.
È famoso per essere stato il cantante storico dei Boston.

## Biografia
Si unisce a una band che sarebbe diventata i Boston a metà degli anni settanta. Registrò le parti vocali sul demo che fece ottenere alla band il contratto discografico con la Epic Records. Con la band registrò i primi due album, poi nel 1980 partecipa al progetto solista del chitarrista Barry Goudreau. Torna nei Boston per registrare Third Stage nel 1986, successivamente partecipa al progetto Return to Zero, poi nel 2002 di nuovo nei Boston a registrare Corporate America.
Il 9 marzo del 2007 Delp viene trovato morto nella sua abitazione. La causa della morte, secondo il rapporto della polizia, è intossicazione da monossido di carbonio. Successivamente si parlerà di suicidio.

## Discografia

### Con i Boston
- 1976 - Boston
- 1978 - Don't Look Back
- 1986 - Third Stage
- 1997 - Greatest Hits
- 2002 - Corporate America
- 2013 - Life, Love & Hope (compare in alcuni brani, Postumo)

### Con Barry Goudreau
- 1980 - Barry Goudreau

### Con i Return to Zero
- 1991 - Return to Zero
- 1999 - Lost

### Altri lavori
- 2006 - Delp And Goudreau